# Landisacq
Landisacq är en kommun i departementet Orne i regionen Normandie i nordvästra Frankrike. Kommunen ligger i kantonen Flers-Sud som tillhör arrondissementet Argentan. År 2022 hade Landisacq 772 invånare.

## Befolkningsutveckling
Antalet invånare i kommunen Landisacq
| Referens: INSEE |